# ترنس هیل
تِرِنس هیل (انگلیسی: Terence Hill؛ با نام تولد ماریو جیروتی (Mario Girotti)؛ زادهٔ ۲۹ مارس ۱۹۳۹) بازیگر، کارگردان و تهیه‌کنندهٔ ایتالیایی است. هیل حرفهٔ خود را در دوران کودکی آغاز کرد و با ایفای نقش در فیلم‌های اکشن و کمدی، که بسیاری از آن‌ها با دوست قدیمی، باد اسپنسر، ساخته شد، به شهرت جهانی رسید. نام هیل در دوران اوج محبوبیت خود در میان پردرآمدترین بازیگران ایتالیا بود.

## فیلم‌شناسی
| سال       | سال                               |
| --------- | --------------------------------- |
| ۱۹۵۳      | Il viale della speranza           |
| ۱۹۵۳      | صدای سکوت                         |
| ۱۹۵۳      | Un Amore per te                   |
| ۱۹۵۳      | در پارک اتفاق افتاد               |
| ۱۹۵۴      | تعطیلات با یک گانگستر             |
| ۱۹۵۵      | سیاهرگ طلایی                      |
| ۱۹۵۵      | متروک                             |
| ۱۹۵۵      | Divisione Folgore                 |
| ۱۹۵۶      | Guaglione                         |
| ۱۹۵۶      | Mamma sconosciuta                 |
| ۱۹۵۶      | I vagabondi delle stelle          |
| ۱۹۵۷      | لازارلا                           |
| ۱۹۵۷      | راه بزرگ آبی                      |
| ۱۹۵۸      | آنای بروکلین                      |
| ۱۹۵۸      | شمشیر و صلیب                      |
| ۱۹۵۹      | اولین عشق                         |
| ۱۹۵۹      | فیلیپه دربلی                      |
| ۱۹۵۹      | Juke box urli d'amore             |
| ۱۹۵۹      | هانیبال                           |
| ۱۹۵۹      | Spavaldi e innamorati             |
| ۱۹۵۹      | کراسلا                            |
| ۱۹۶۰      | کارتاژ در شعله‌های آتش             |
| ۱۹۶۰      | Un militare e mezzo               |
| ۱۹۶۱      | داستان یوسف و برادرانش            |
| ۱۹۶۱      | عجایب علاءالدین                   |
| ۱۹۶۱      | Pecado de amor                    |
| ۱۹۶۲      | هفت دریا به کاله                  |
| ۱۹۶۲      | کوتاه‌ترین روز                     |
| ۱۹۶۳      | یوزپلنگ                           |
| ۱۹۶۴      | آخرین مرتدان                      |
| ۱۹۶۴      | در میان کرکس‌ها                    |
| ۱۹۶۵      | شلیک در میزان سه‌چهارم             |
| ۱۹۶۵      | شاهزاده نفت                       |
| ۱۹۶۵      | Call of the Forest                |
| ۱۹۶۵      | دوئل در غروب آفتاب                |
| ۱۹۶۵      | Ruf der Wälder                    |
| ۱۹۶۵      | Old Surehand                      |
| ۱۹۶۶/۱۹۶۷ | Die Nibelungen, Teil 1: Siegfried |
| ۱۹۶۷      | Io non protesto, io amo           |
| ۱۹۶۷      | اگه خدا ببخشه من نمی‌بخشم          |
| ۱۹۶۷      | هرج‌ومرج بزرگ                      |
| ۱۹۶۸      | جنگو، آماده مرگ باش               |
| ۱۹۶۸      | ریتای غرب                         |
| ۱۹۶۸      | برگ برنده                         |
| ۱۹۶۹      | سرسخت و مقتدر                     |
| ۱۹۶۹      | این گروه مرگبار                   |
| ۱۹۷۰      | باد خشمگین                        |
| ۱۹۷۰      | به من میگن ترینیتی                |
| ۱۹۷۱      | تسخیرناپذیران                     |
| ۱۹۷۱      | مک‌کیب و خانم میلر                 |
| ۱۹۷۱      | هنوز ترینیتی هستم                 |
| ۱۹۷۲      | Il vero e il falso                |
| ۱۹۷۲      | مردی از شرق                       |
| ۱۹۷۲      | تمام راه، بچه‌ها                   |
| ۱۹۷۳      | به من می‌گویند هیچ‌کس               |
| ۱۹۷۴      | جون من یه چک بزن                  |
| ۱۹۷۴      | در غیر این صورت عصبانی میشیم      |
| ۱۹۷۵      | یک نابغه، دو شریک و یک ساده‌دل     |
| ۱۹۷۷      | آقای میلیاردر                     |
| ۱۹۷۷      | دو پلیس زبل                       |
| ۱۹۷۷      | به پیش یا بمیر                    |
| ۱۹۷۸      | فردها و زوج‌ها                     |
| ۱۹۷۹      | Org                               |
| ۱۹۷۹      | من و اسب آبی                      |
| ۱۹۸۰      | سوپرپلیس                          |
| ۱۹۸۱      | دوست یک گنج است                   |
| ۱۹۸۳      | پرواز به میامی                    |
| ۱۹۸۳      | دنیای دن کامیلو                   |
| ۱۹۸۴      | جنجال در ریو                      |
| ۱۹۸۵      | پلیس‌های فوق‌العاده میامی           |
| ۱۹۸۷      | Renegade – Un osso troppo duro    |
| ۱۹۹۱      | لوک خوش‌شانس                       |
| ۱۹۹۴      | مشکل‌سازان                         |
| ۱۹۹۷      | Virtual Weapon                    |
| ۲۰۱۸      | اسم من توماسه                     |